# Leave Me Alone
«Leave Me Alone» (с англ. — «Оставьте меня в покое») — восьмой сингл из седьмого студийного альбома американского автора-исполнителя Майкла Джексона Bad. Продюсированием трека занимались сам Джексон и Куинси Джонс. Композиция была выпущена синглом в Австралии и странах Европы на лейбле Epic Records.
Видеоклип на песню был смонтирован в стилистике игрового кино, совмещавшего в себе анимацию и актёрскую игру. Режиссёром ролика стал Джим Блэшфилд. За видеоклип Джексон получил статуэтку «Грэмми» в номинации «Лучшее музыкальное видео» и награду «MTV Video Music Awards» за «Лучшие спецэффекты».

## Особенности композиции
Джексон объяснял, что несмотря на то, что текст «Leave Me Alone» повествует о расставании парня и девушки, он вложил в него и другой смысл. К концу 1980-х годов певец оказался под сильным давлением жёлтой прессы, и в песне музыкант призывает оставить его в покое. «Эта композиция является ответным выстрелом Джексона в сторону таблоидов», — писали в Rolling Stone.

## Выпуск сингла и реакция критиков
«Leave Me Alone» вошла лишь в CD-издание альбома Bad в качестве бонусного трека, на виниловых пластинках песня не выпускалась из-за ограничений по возможному объёму записанной информации. Релиз состоялся в Австралии и странах Европы в феврале 1989 года. В США сингл не выпускался.
Роберт Кристгау назвал композицию «самой близкой к гениальной» на альбоме певца. В Los Angeles Times и Rolling Stone отметили шаффл и вокал в стиле Стиви Уандера. Критики The Chicago Tribune услышали в песне хард-роковые нотки. Обозреватели портала Idolator охарактеризовали «Leave Me Alone» так: «Вызывающий, граничащий с паранойей гимн, блестящий поп-рок, позволяющий слушателю узнать, в какой изоляции вынужден жить знаменитый музыкант». В журнале Billboard написали, что песня завершает весь альбом Джексона на агрессивной ноте.

## Музыкальное видео
Режиссёром видеоклипа на песню стал Джим Блэшфилд. Ролик был смонтирован в стилистике игрового кино, совмещавшего анимацию и актёрскую игру; видео стало частью музыкального фильма Джексона «Лунная походка». Джерри Крамер, один из режиссёров ленты, провёл съёмки с певцом, а Блэшфилд разбил полученное видео на отдельные кадры и занялся монтажом анимации.
По сюжету клипа певец — посетитель в парке аттракционов, он катается на американских горках. Вокруг оживают различные сплетни, связанные с музыкантом, Джексон танцует со скелетом человека-слона, покупку которого ему приписывали СМИ, повсюду демонстрируются абсурдные газетные заголовки. В конце концов, оказывается, что парк выстроен на гигантском спящем Джексоне, по аналогии с Гулливером, попавшим в плен к лилипутам. Проснувшись, певец разрушает ближайшие аттракционы и поднимается на ноги.
Появление в кадре домашнего шимпанзе Джексона, Бабблза, не было запланировано режиссёром. Питомец певца захотел покататься на аттракционе вместе с хозяином прямо во время съёмок и запрыгнул туда сам, полученные кадры вошли в видеоклип.
Несмотря на то, что «Leave Me Alone» не была выпущена синглом в США, 2 января 1989 года на телеканале MTV состоялась премьера видеоклипа на песню. За ролик Джексон получил статуэтку «Грэмми» в номинации «Лучшее музыкальное видео» и награду «MTV Video Music Awards» за «Лучшие спецэффекты».

## Участники записи
- Майкл Джексон — текст, музыка, вокал, бэк-вокал, вокальный синтезатор, аранжировка вокала и ритм-секции
- Ларри Уильямс — программирование ударных, синтезаторы
- Пол Джексон[англ.] — гитара
- Кейси Янг — синклавир[англ.], программирование синтезаторов
- Грег Филлингейнс[англ.] — синтезатор

## Список композиций
- 7" (номер в каталоге Epic Records — 654672 7)[19]

| №  | Название         | Длительность |
| -- | ---------------- | ------------ |
| 1. | «Leave Me Alone» | 4:40         |

| №  | Название       | Длительность |
| -- | -------------- | ------------ |
| 2. | «Human Nature» | 4:05         |

- 12" (номер в каталоге Epic Records — 654672 6)[19]

| №  | Название         | Длительность |
| -- | ---------------- | ------------ |
| 1. | «Leave Me Alone» | 4:40         |

| №  | Название                         | Длительность |
| -- | -------------------------------- | ------------ |
| 2. | «Don’t Stop ’til You Get Enough» | 6:02         |
| 3. | «Human Nature»                   | 4:05         |

## Награды и номинации
| Год  | Награда                                 | Номинированная работа | Категория                                        | Результат | Источник     |
| ---- | --------------------------------------- | --------------------- | ------------------------------------------------ | --------- | ------------ |
| 1989 | MTV Video Music Awards                  | Видеоклип             | Видео года                                       | Номинация | [ 9 ] [ 18 ] |
| 1989 | MTV Video Music Awards                  | Видеоклип             | Видео-прорыв                                     | Номинация | [ 9 ] [ 18 ] |
| 1989 | MTV Video Music Awards                  | Видеоклип             | Лучшие спецэффекты                               | Победа    | [ 9 ] [ 18 ] |
| 1989 | MTV Video Music Awards                  | Видеоклип             | Лучшая работа художника-постановщика             | Номинация | [ 9 ] [ 18 ] |
| 1989 | MTV Video Music Awards                  | Видеоклип             | Лучший монтаж                                    | Номинация | [ 9 ] [ 18 ] |
| 1989 | MTV Video Music Awards                  | Видеоклип             | Выбор зрителей                                   | Номинация | [ 9 ] [ 18 ] |
| 1989 | International Advertising Film Festival | Видеоклип             | Золотой лев за лучшую работу года                | Победа    | [ 20 ]       |
| 1990 | Grammy Awards                           | Видеоклип             | Лучшее музыкальное видео, короткометражная форма | Победа    | [ 17 ]       |

## Позиции в чартах
| Чарт (1989)        | Высшая позиция |
| ------------------ | -------------- |
| Австралия          | 37             |
| Австрия            | 15             |
| Бельгия (Фландрия) | 3              |
| Великобритания     | 2              |
| Германия           | 16             |
| Ирландия           | 1              |
| Нидерланды         | 5              |
| Новая Зеландия     | 9              |
| Норвегия           | 6              |
| Франция            | 17             |
| Швейцария          | 10             |
| Швеция             | 19             |